# Mazuby
Mazuby – miejscowość i gmina we Francji, w regionie Oksytania, w departamencie Aude.
Według danych na rok 1990 gminę zamieszkiwało 35 osób, a gęstość zaludnienia wynosiła 4 osoby/km² (wśród 1545 gmin Langwedocji-Roussillon Mazuby plasuje się na 865. miejscu pod względem liczby ludności, natomiast pod względem powierzchni na miejscu 816.).